# Milan Associazione Calcio 1987-1988
Questa voce raccoglie le informazioni riguardanti il Milan Associazione Calcio nelle competizioni ufficiali della stagione 1987-1988.

## Stagione

L'olandese Ruud Gullit, neoacquisto e Pallone d'oro 1987.

Il nuovo allenatore è Arrigo Sacchi, che nella stagione precedente con il suo Parma aveva affrontato il Milan in Coppa Italia per tre volte esprimendo un gioco capace di conquistare la stima del presidente Berlusconi. Il calciomercato porta a Milano due nuovi stranieri, gli olandesi Marco van Basten e Ruud Gullit, prelevati rispettivamente da Ajax e PSV, in luogo degli inglesi Ray Wilkins e Mark Hateley. A centrocampo arrivano Angelo Colombo e Carlo Ancelotti. Il tecnico di Fusignano può contare così su un organico giovane, che gli consentirà di lottare in campionato con il Napoli campione in carica: la rosa è già composta da una difesa guidata dal capitano Franco Baresi e che annovera Paolo Maldini, Filippo Galli, Mauro Tassotti oltre alle riserve Alessandro Costacurta (che esordirà in prima squadra nel corso della stagione) e il nuovo acquisto Roberto Mussi, dal portiere Giovanni Galli, già in rossonero l'anno prima e il suo sostituto Giulio Nuciari, da una mediana formata da Roberto Donadoni e Alberico Evani e da un attacco che può vantare la presenza di Pietro Paolo Virdis, Daniele Massaro e Graziano Mannari.
Grazie allo spareggio vinto al termine del torneo 1986-87, contro la Sampdoria, i rossoneri ritrovano - dopo una stagione di assenza - le coppe europee partecipando alla UEFA: per la squalifica del Meazza (dovuta agli incidenti durante la gara con il Waregem dell'11 dicembre 1985), la società decide di giocare le partite casalinghe al Via del Mare di Lecce. In Coppa Italia il Milan supera il primo turno chiudendo il suo girone al secondo posto: vince 4 partite e ne perde soltanto una, ai rigori contro il Parma.

Da sinistra: Pietro Paolo Virdis, il capitano Franco Baresi, Gullit e l'altro neoacquisto Angelo Colombo esultano nel corso della stagione.

Il campionato inizia con la vittoria in casa del Pisa, in cui Van Basten (all'esordio in Italia) segna su rigore il definitivo 3-1. Il Milan elimina poi lo Sporting Gijón in Coppa UEFA perdendo 1-0 l'andata e vincendo 3-0 il ritorno al Via del Mare. Alla quinta giornata, nella partita con la Sampdoria, l'attaccante olandese riporta un infortunio che lo metterà fuori gioco sino ad aprile. La corsa in Europa termina nel turno successivo, contro un'altra compagine spagnola: l'Espanyol, vittorioso in trasferta a Lecce (2-0) e capace di imporre un pari senza gol in casa propria. A due mesi dalla defezione dell'olandese, il Milan batte in casa la Roma ma l'incontro sarà poi dato perso a tavolino dal giudice sportivo per un petardo che aveva colpito il portiere giallorosso Tancredi. L'anno solare si conclude con la vittoria nel derby, conseguita battendo l'Inter per 1-0: il Milan ha così 16 punti in classifica, 5 in meno della capolista Napoli.
La prima partita del 1988 ha in calendario proprio la sfida con i partenopei, che i rossoneri vincono in rimonta per 4-1. La rete del 3-1 è messa a segno da Gullit, che era appena stato premiato col Pallone d'oro per il 1987. tre giorni più tardi, la squadra sconfigge l'Ascoli nell'andata degli ottavi di Coppa Italia: nel ritorno, il punteggio di 1-0 è ribaltato dai marchigiani che vinceranno quindi ai rigori.

Da sinistra: Roberto Donadoni, Paolo Maldini, Gullit e Galli, al termine dell'ultima giornata, festeggiano sul campo del Como la vittoria dello scudetto, il primo per il Milan da nove anni a quella parte.

Durante il girone di ritorno, la formazione di Sacchi non subisce alcuna battuta d'arresto e recupera terreno nei confronti dei campani. Al 25º turno, Van Basten torna in campo dopo sei mesi e segna il gol della vittoria contro l'Empoli. A questo successo seguono quelli contro Roma e Inter, che permettono di ridurre il distacco dal Napoli a un solo punto, per giunta alla vigilia dello scontro diretto. Al San Paolo il Milan sconfigge nuovamente i padroni di casa, con il 3-2 firmato da Virdis (due reti) e Van Basten che rispondono a Maradona e Careca. Il risultato promuove i milanesi al primo posto, con un punto di vantaggio. Il distacco realizzato viene difeso nelle due giornate rimanenti, grazie ai pareggi con Juventus e Como cui corrispondono le disfatte del Napoli, regalando ai rossoneri lo scudetto: il tricolore, vinto all'ultima partita, è l'undicesimo complessivo nonché il primo dopo nove anni.

## Divise e sponsor
Lo sponsor tecnico per la stagione 1987-1988 è Kappa, mentre lo sponsor ufficiale è Mediolanum. La divisa è una maglia a strisce verticali della stessa dimensione, rosse e nere, con pantaloncini e calzettoni bianchi. La divisa di riserva è una maglia bianca con una striscia rossa orizzontale sotto la quale vi è un'altra striscia più sottile nera con pantaloncini e calzettoni bianchi.
| Casa | Trasferta | Portiere |

## Organigramma societario
Area direttiva
- Presidente: Silvio Berlusconi
- Amministratore delegato: Adriano Galliani[31]
- Direttori sportivi: Ariedo Braida, Silvano Ramaccioni

Area organizzativa
- Responsabile organizzativo: Paolo Taveggia
- Responsabile ufficio stampa: Guido Susini
- Segretaria: Rina Barbara Ercoli

Area tecnica
- Allenatore: Arrigo Sacchi
- Allenatore in seconda: Italo Galbiati
- Preparatore atletico: Vincenzo Pincolini

Area sanitaria
- Medico sociale: Giovanni Battista Monti
- Massaggiatore: Pier Angelo Pagani

## Rosa
| N. |                   | Ruolo | Calciatore                     |
| -- | ----------------- | ----- | ------------------------------ |
|    | Italia (bandiera) | P     | Giovanni Galli                 |
|    | Italia (bandiera) | P     | Daniele Limonta                |
|    | Italia (bandiera) | P     | Giulio Nuciari                 |
|    | Italia (bandiera) | D     | Franco Baresi (capitano)       |
|    | Italia (bandiera) | D     | Walter Bianchi                 |
|    | Italia (bandiera) | D     | Alessandro Costacurta          |
|    | Italia (bandiera) | D     | Filippo Galli                  |
|    | Italia (bandiera) | D     | Paolo Maldini                  |
|    | Italia (bandiera) | D     | Roberto Mussi                  |
|    | Italia (bandiera) | D     | Mauro Tassotti (vice capitano) |
|    | Italia (bandiera) | D     | Rufo Emiliano Verga            |
|    | Italia (bandiera) | C     | Carlo Ancelotti                |

| N. |                        | Ruolo | Calciatore              |
| -- | ---------------------- | ----- | ----------------------- |
|    | Italia (bandiera)      | C     | Mario Bortolazzi        |
|    | Italia (bandiera)      | C     | Angelo Colombo          |
|    | Italia (bandiera)      | C     | Roberto Donadoni        |
|    | Italia (bandiera)      | C     | Alberico Evani          |
|    | Paesi Bassi (bandiera) | C     | Ruud Gullit             |
|    | Italia (bandiera)      | C     | Francesco Zanoncelli    |
|    | Italia (bandiera)      | A     | Massimiliano Cappellini |
|    | Italia (bandiera)      | A     | Graziano Mannari        |
|    | Italia (bandiera)      | A     | Daniele Massaro         |
|    | Paesi Bassi (bandiera) | A     | Marco van Basten        |
|    | Italia (bandiera)      | A     | Pietro Paolo Virdis     |

## Calciomercato

### Sessione estiva
| Acquisti | Acquisti              | Acquisti           | Acquisti                     |
| R.       | Nome                  | da                 | Modalità                     |
| -------- | --------------------- | ------------------ | ---------------------------- |
| D        | Walter Bianchi        | Parma              | definitivo                   |
| D        | Catello Cimmino       | Ascoli             | fine prestito                |
| D        | Alessandro Costacurta | Monza              | fine prestito                |
| D        | Roberto Mussi         | Parma              | definitivo                   |
| C        | Carlo Ancelotti       | Roma               | definitivo                   |
| C        | Claudio Borghi        | Argentinos Juniors | definitivo (3,5 miliardi £)  |
| C        | Mario Bortolazzi      | Parma              | fine prestito                |
| C        | Angelo Colombo        | Udinese            | definitivo                   |
| C        | Ruud Gullit           | PSV                | definitivo (13,5 miliardi £) |
| A        | Marco van Basten      | Ajax               | definitivo (1,75 miliardi £) |

| Cessioni | Cessioni               | Cessioni            | Cessioni                         |
| R.       | Nome                   | a                   | Modalità                         |
| -------- | ---------------------- | ------------------- | -------------------------------- |
| D        | Dario Bonetti          | Verona              | prestito con diritto di riscatto |
| D        | Catello Cimmino        | Como                | definitivo                       |
| D        | Roberto Lorenzini      | Como                | prestito                         |
| D        | Marco Pullo            | Parma               | prestito                         |
| C        | Claudio Borghi         | Como                | prestito                         |
| C        | Agostino Di Bartolomei | Cesena              | definitivo                       |
| C        | Andrea Manzo           | Udinese             | definitivo                       |
| C        | Giovanni Stroppa       | Monza               | prestito                         |
| C        | Ray Wilkins            | Paris Saint-Germain | definitivo                       |
| C        | Francesco Zanoncelli   | Empoli              | definitivo                       |
| A        | Giuseppe Galderisi     | Lazio               | prestito                         |
| A        | Mark Hateley           | Monaco              | definitivo                       |

## Risultati

### Serie A

#### Girone di andata
| Arbitro: | Agnolin (Bassano del Grappa) |

|             |           |                                               |
| Cecconi 53’ | Marcatori | 16’ Donadoni 73’ Gullit 80’ (rig.) van Basten |

| Arbitro: | D'Elia (Salerno) |

|  |           |                     |
|  | Marcatori | 76’ Díaz 78’ Baggio |

| Cesena 27 settembre 1987 3ª giornata | Cesena            | 0 – 0 referto | Milan | Stadio La Fiorita (29 681 spett.)\| Arbitro: \| Bergamo (Livorno) \| |
| Arbitro:                             | Bergamo (Livorno) |               |       |                                                                      |

| Arbitro: | Pairetto (Nichelino) |

|                      |           |  |
| Virdis 35’ Evani 82’ | Marcatori |  |

| Arbitro: | Lanese (Messina) |

|            |           |            |
| Vialli 53’ | Marcatori | 51’ Gullit |

| Arbitro: | Lo Bello (Siracusa) |

|  |           |            |
|  | Marcatori | 41’ Virdis |

| Milano 1º novembre 1987 7ª giornata | Milan                        | 0 – 0 referto | Torino | Stadio Giuseppe Meazza (72 815 spett.)\| Arbitro: \| Agnolin (Bassano del Grappa) \| |
| Arbitro:                            | Agnolin (Bassano del Grappa) |               |        |                                                                                      |

| Arbitro: | Pairetto (Torino) |

|  |           |                           |
|  | Marcatori | 28’ Virdis 86’ Bortolazzi |

| Arbitro: | Cornieti (Forlì) |

|                                     |           |  |
| Colombo 6’ Donadoni 67’ Maldini 74’ | Marcatori |  |

| Empoli 29 novembre 1987 10ª giornata | Empoli             | 0 – 0 referto | Milan | Stadio Carlo Castellani (13 955 spett.)\| Arbitro: \| Lombardo (Marsala) \| |
| Arbitro:                             | Lombardo (Marsala) |               |       |                                                                             |

| Arbitro: | D'Elia (Salerno) |

|                   |           |  |
| Virdis 83’ (rig.) | Marcatori |  |

| Arbitro: | Lanese (Messina) |

|  |           |                    |
|  | Marcatori | 4’ (aut.) R. Ferri |

| Arbitro: | Agnolin (Bassano del Grappa) |

|                                                |           |            |
| Colombo 19’ Virdis 24’ Gullit 73’ Donadoni 78’ | Marcatori | 10’ Careca |

| Arbitro: | Longhi (Roma) |

|  |           |            |
|  | Marcatori | 62’ Gullit |

| Arbitro: | Cornieti (Forlì) |

|                                                       |           |  |
| Donadoni 30’ Virdis 49’ Gullit 61’, 88’ Ancelotti 73’ | Marcatori |  |

#### Girone di ritorno
| Arbitro: | Pairetto (Torino) |

|             |           |  |
| Colombo 27’ | Marcatori |  |

| Arbitro: | Paparesta (Bari) |

|                  |           |                      |
| A. Di Chiara 49’ | Marcatori | 74’ (rig.) F. Baresi |

| Arbitro: | Luci (Firenze) |

|                                  |           |  |
| Gullit 13’ Evani 72’ Massaro 83’ | Marcatori |  |

| Arbitro: | Cornieti (Forlì) |

|            |           |             |
| Destro 47’ | Marcatori | 66’ Massaro |

| Arbitro: | Agnolin (Bassano del Grappa) |

|                       |           |                   |
| Virdis 7’ Maldini 70’ | Marcatori | 16’ (rig.) Bonomi |

| Milano 6 marzo 1988 21ª giornata | Milan              | 0 – 0 referto | Verona | Stadio Giuseppe Meazza (71 208 spett.)\| Arbitro: \| Lombardo (Marsala) \| |
| Arbitro:                         | Lombardo (Marsala) |               |        |                                                                            |

| Arbitro: | Lo Bello (Siracusa) |

|               |           |               |
| Bresciani 77’ | Marcatori | 78’ Ancelotti |

| Arbitro: | Baldas (Trieste) |

|                       |           |  |
| Massaro 2’ Gullit 47’ | Marcatori |  |

| Avellino 27 marzo 1988 24ª giornata | Avellino      | 0 – 0 referto | Milan | Stadio Partenio (39 898 spett.)\| Arbitro: \| Longhi (Roma) \| |
| Arbitro:                            | Longhi (Roma) |               |       |                                                                |

| Arbitro: | Lo Bello (Siracusa) |

|                |           |  |
| van Basten 61’ | Marcatori |  |

| Arbitro: | Pairetto (Torino) |

|  |           |                        |
|  | Marcatori | 25’ Virdis 85’ Massaro |

| Arbitro: | Longhi (Roma) |

|                       |           |  |
| Gullit 43’ Virdis 53’ | Marcatori |  |

| Arbitro: | Lo Bello (Siracusa) |

|                         |           |                                |
| Maradona 45’ Careca 78’ | Marcatori | 36’, 68’ Virdis 76’ van Basten |

| Milano 8 maggio 1988 29ª giornata | Milan            | 0 – 0 referto | Juventus | Stadio Giuseppe Meazza (75 505 spett.)\| Arbitro: \| Lanese (Messina) \| |
| Arbitro:                          | Lanese (Messina) |               |          |                                                                          |

| Arbitro: | Coppetelli (Tivoli) |

|            |           |           |
| Giunta 46’ | Marcatori | 2’ Virdis |

### Coppa Italia

#### Primo turno
| Arbitro: | Pairetto (Nichelino) |

|                                                              |           |  |
| Donadoni 3’ Virdis 21’ van Basten 55’ Gullit 57’ Massaro 70’ | Marcatori |  |

| Arbitro: | Bergamo (Livorno) |

|               |           |                          |
| Borgonovo 67’ | Marcatori | 8’ Gullit 36’ van Basten |

| Arbitro: | Luci (Firenze) |

|  |           |                     |
|  | Marcatori | 12’, 83’ van Basten |

| Arbitro: | Coppetelli (Tivoli) |

|                                                 |                      |                                      |
| van Basten 15’ Gullit 80’                       | Marcatori            | 42’ Zannoni 58’ (aut.) F. Galli      |
| van Basten Bortolazzi Donadoni Baresi Ancelotti | Tiri di rigore 3 – 4 | Zannoni Carboni Pasa Di Fabio Fiorin |

| Arbitro: | Baldas (Trieste) |

|                                    |                      |                                              |
| Bonaldi 87’                        | Marcatori            | 59’ Donadoni                                 |
| Di Sarno Cossato Mazzaferro Rovani | Tiri di rigore 3 – 5 | van Basten Baresi Ancelotti Colombo Donadoni |

#### Fase finale
| Arbitro: | Paparesta (Bari) |

|  |           |            |
|  | Marcatori | 59’ Destro |

| Arbitro: | D'Elia (Salerno) |

|                                             |                      |                                   |
|                                             | Marcatori            | 9’ Virdis                         |
| Giovannelli Casagrande Greco Benetti Destro | Tiri di rigore 4 – 2 | Virdis Bortolazzi Donadoni Baresi |

### Coppa UEFA
| Arbitro: | Bridges |

|           |           |  |
| Jaime 69’ | Marcatori |  |

| Arbitro: | Petrović |

|                                          |           |  |
| Virdis 21’ (rig.), 45’ (rig.) Gullit 43’ | Marcatori |  |

| Arbitro: | Syme |

|  |           |                                |
|  | Marcatori | 40’ Zubillaga 49’ Pichi Alonso |

| Barcellona 4 novembre 1987 Sedicesimi di finale - Ritorno | Espanyol | 0 – 0 referto | Milan | Stadio di Sarriá (30 000 spett.)\| Arbitro: \| Ponnet \| |
| Arbitro:                                                  | Ponnet   |               |       |                                                          |

## Statistiche

### Statistiche di squadra
| Competizione | Punti | In casa | In casa | In casa | In casa | In casa | In casa | In trasferta | In trasferta | In trasferta | In trasferta | In trasferta | In trasferta | Totale | Totale | Totale | Totale | Totale | Totale | DR  |
| Competizione | Punti | G       | V       | N       | P       | Gf      | Gs      | G            | V            | N            | P            | Gf           | Gs           | G      | V      | N      | P      | Gf     | Gs     | DR  |
| ------------ | ----- | ------- | ------- | ------- | ------- | ------- | ------- | ------------ | ------------ | ------------ | ------------ | ------------ | ------------ | ------ | ------ | ------ | ------ | ------ | ------ | --- |
| Serie A      | 45    | 15      | 10      | 3       | 2       | 25      | 6       | 15           | 7            | 8            | 0            | 18           | 8            | 30     | 17     | 11     | 2      | 43     | 14     | +29 |
| Coppa Italia | -     | 3       | 1       | 1       | 1       | 7       | 3       | 4            | 3            | 1            | 0            | 6            | 2            | 7      | 4      | 2      | 1      | 13     | 5      | +8  |
| Coppa UEFA   | -     | 2       | 1       | 0       | 1       | 3       | 2       | 2            | 0            | 1            | 1            | 0            | 1            | 4      | 1      | 1      | 2      | 3      | 3      | 0   |
| Totale       | -     | 20      | 12      | 4       | 4       | 35      | 11      | 21           | 10           | 10           | 1            | 24           | 11           | 41     | 22     | 14     | 5      | 59     | 22     | +37 |

### Statistiche dei giocatori
| Giocatore     | Serie A  | Serie A | Serie A     | Serie A    | Coppa Italia | Coppa Italia | Coppa Italia | Coppa Italia | Coppa UEFA | Coppa UEFA | Coppa UEFA  | Coppa UEFA | Totale   | Totale | Totale      | Totale     |
| Giocatore     | Presenze | Reti    | Ammonizioni | Espulsioni | Presenze     | Reti         | Ammonizioni  | Espulsioni   | Presenze   | Reti       | Ammonizioni | Espulsioni | Presenze | Reti   | Ammonizioni | Espulsioni |
| ------------- | -------- | ------- | ----------- | ---------- | ------------ | ------------ | ------------ | ------------ | ---------- | ---------- | ----------- | ---------- | -------- | ------ | ----------- | ---------- |
| C. Ancelotti  | 27       | 2       | ?           | 1          | 7            | 0            | ?            | ?            | 4          | 0          | ?           | ?          | 38       | 2      | ?           | 1+         |
| F. Baresi     | 27       | 1       | ?           | ?          | 6            | 0            | ?            | ?            | 3          | 0          | ?           | ?          | 36       | 1      | ?           | ?          |
| W. Bianchi    | 3        | 0       | ?           | ?          | 4            | 0            | ?            | ?            | 3          | 0          | ?           | ?          | 10       | 0      | ?           | ?          |
| M. Bortolazzi | 13       | 1       | ?           | ?          | 7            | 0            | ?            | ?            | 2          | 0          | ?           | ?          | 22       | 1      | ?           | ?          |
| M. Cappellini | 2        | 0       | ?           | ?          | 0            | 0            | 0            | 0            | 0          | 0          | 0           | 0          | 2        | 0      | 0+          | 0+         |
| A. Colombo    | 26       | 3       | ?           | ?          | 5            | 0            | ?            | ?            | 4          | 0          | ?           | ?          | 35       | 3      | ?           | ?          |
| A. Costacurta | 7        | 0       | ?           | ?          | 1            | 0            | ?            | ?            | 0          | 0          | 0           | 0          | 8        | 0      | 0+          | 0+         |
| R. Donadoni   | 29       | 4       | ?           | ?          | 7            | 2            | ?            | ?            | 3          | 0          | ?           | ?          | 39       | 6      | ?           | ?          |
| A. Evani      | 27       | 2       | ?           | ?          | 2            | 0            | ?            | ?            | 1          | 0          | ?           | ?          | 30       | 2      | ?           | ?          |
| F. Galli      | 30       | 0       | ?           | ?          | 7            | 0            | ?            | ?            | 3          | 0          | ?           | ?          | 40       | 0      | ?           | ?          |
| G. Galli      | 30       | -12     | ?           | ?          | 5            | -4           | ?            | ?            | 4          | -3         | ?           | ?          | 39       | -19    | ?           | ?          |
| R. Gullit     | 29       | 9       | ?           | 1          | 6            | 3            | ?            | ?            | 4          | 1          | ?           | ?          | 39       | 13     | ?           | 1+         |
| D. Limonta    | 0        | -0      | 0           | 0          | 0            | -0           | 0            | 0            | 0          | -0         | 0           | 0          | 0        | -0     | 0           | 0          |
| P. Maldini    | 26       | 2       | ?           | ?          | 1            | 0            | ?            | ?            | 2          | 0          | ?           | ?          | 29       | 2      | ?           | ?          |
| G. Mannari    | 1        | 0       | ?           | ?          | 0            | 0            | 0            | 0            | 0          | 0          | 0           | 0          | 1        | 0      | 0+          | 0+         |
| D. Massaro    | 26       | 4       | ?           | ?          | 7            | 1            | ?            | ?            | 2          | 0          | ?           | ?          | 35       | 5      | ?           | ?          |
| R. Mussi      | 11       | 0       | ?           | ?          | 4            | 0            | ?            | ?            | 3          | 0          | ?           | ?          | 18       | 0      | ?           | ?          |
| G. Nuciari    | 0        | -0      | 0           | 0          | 2            | -1           | ?            | ?            | 0          | -0         | 0           | 0          | 2        | -1     | 0+          | 0+         |
| M. Tassotti   | 28       | 0       | ?           | 1          | 7            | 0            | ?            | ?            | 4          | 0          | ?           | ?          | 39       | 0      | ?           | 1+         |
| M. van Basten | 11       | 3       | 0           | 0          | 5            | 5            | 0            | 0            | 3          | 0          | 0           | 0          | 19       | 8      | 0           | 0          |
| E. Verga      | 3        | 0       | ?           | ?          | 0            | 0            | 0            | 0            | 0          | 0          | 0           | 0          | 3        | 0      | 0+          | 0+         |
| P.P. Virdis   | 25       | 11      | ?           | 1          | 4            | 2            | ?            | ?            | 4          | 2          | ?           | ?          | 33       | 15     | ?           | 1+         |
| F. Zanoncelli | 0        | 0       | 0           | 0          | 3            | 0            | ?            | ?            | 0          | 0          | 0           | 0          | 3        | 0      | 0+          | 0+         |

Fonti: